# Brigham Young (filme)
Brigham Young (bra: O Filho dos Deuses) é um filme estadunidense de 1940, dos gêneros drama, biografia, romance e faroeste, dirigido por  Henry Hathaway para a 20th Century Fox. O roteiro romantiza a jornada dos mórmons liderados por Brigham Young, de Illinois até o local onde fundariam Salt Lake City, no século 19.
Michael e Henry Medved citaram Brigham Young em livro de 1984, The Hollywood Hall of Shame, ou o Hall da Vergonha (no sentido de fracassos financeiros) de Hollywood, afirmando que a "Twentieth Century-Fox tentou enfatizar a força dos protagonistas e colocar em segundo plano os elementos religiosos (renomeando depois o filme para Brigham Young, Frontiersman), mas o filme fracassou, até em Utah".

## Elenco
- Tyrone Power...Jonathan Kent
- Linda Darnell...Zina Webb
- Dean Jagger...Brigham Young
- Brian Donlevy... Angus Duncan
- Jane Darwell...Eliza Kent
- John Carradine...Porter Rockwell
- Mary Astor...Mary Ann Young
- Vincent Price...Joseph Smith, Jr.
- Jean Rogers...Clara Young
- Ann E. Todd...Mary Kent
- Willard Robertson...Heber Kimball
- Moroni Olsen...Doc Richards
- Marc Lawrence...Promotor
- Stanley Andrews...Hyrum Smith
- Frank Thomas...Hubert Crum

## Sinopse
No ano de 1844, o religioso Joseph Smith, Jr. e seus seguidores Mórmons vivem na cidade de Nauvoo (Illinois), quando são atacados pela população que quer expulsá-los do local. No ataque os pais de Jonathan Kent e de sua vizinha católica Zina Webb são mortos. Sem ter para onde ir, Zina fica morando com Jonathan e sua mãe e os dois jovens acabam se apaixonando mas Zina resiste em se converter e eventualmente, se casar com ele. Enquanto isso Joseph Smith é preso e assassinado e Brigham Young resolve assumir o comando da igreja, levando os fieis por uma jornada em meio ao Oeste Selvagem, à espera de uma revelação de Deus que indique para onde devem ir e se estabelecer.